# Finja
Finja est une localité suédoise située dans la commune de Hässleholm en Scanie.
Sa population était de 573 habitants en 2019.